# 마지막 웃음
《마지막 웃음》(Der Letzte Mann, The Last Laugh)은 독일에서 제작된 F.W. 무르나우 감독의 1924년 드라마 영화이다. 에밀 재닝스 등이 주연으로 출연하였고 에리히 포머 등이 제작에 참여하였다.

## 출연

### 주연
- 에밀 재닝스
- 말리 델샤프트
- 맥스 힐러

### 조연
- 게오그 존

## 같이 보기
- 프리드리히 빌헬름 무르나우